# Pełtew
Pełtew (ukr. Полтва, Połtwa) – rzeka na Ukrainie, w całości położona na terenie obwodu lwowskiego, lewy dopływ Bugu.
Rzeka o długości ok. 70 km, której źródła znajdują się na wysokości ok. 350 m n.p.m. we Lwowie w dzielnicy Żelazna Woda. Pełtew przepływa przez południową część Roztocza i uchodzi do Bugu w okolicach miasta Busk, na wysokości około 220 m n.p.m. Najważniejszym miastem, przez które przepływa, jest Lwów.

## Warunki hydrologiczne

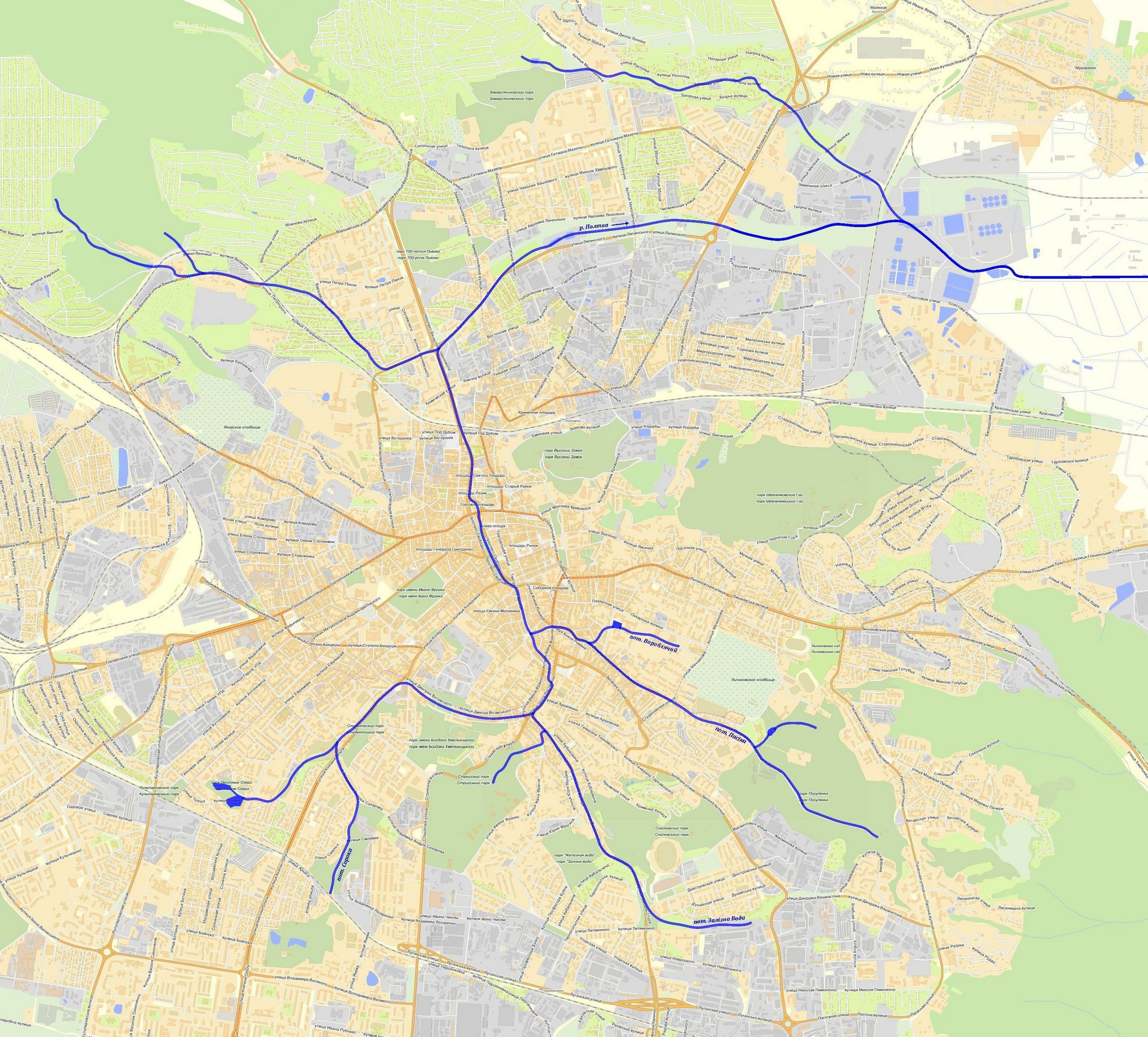
Wytoki Pełtwi na terenie Lwowa

Rzeka o niewielkim spadku (ok. 2 m na 1 km) i niewielkim przepływie. Wody rzeki rozlewają się szeroko w dolinie, tworząc liczne obszary podmokłe. Rzeka posiada zasilanie śnieżno-deszczowe. Ważnym elementem zasilającym są także liczne, niewielkie dopływy:
- lewe (spływające z Roztocza): Dumny Potok, Jaryczówka, Żelazna Woda
- prawe (spływające z Gołogór): Gołogórka, Przegnojówka z Hanczówką, Biłka, Pasieka

## Budowa geologiczna
W dnie doliny dominują utwory nieprzepuszczalne (m.in. gliny), co sprawia, że rozwinęły się tutaj gleby bagienne i torfowiska.

## Znaczenie gospodarcze
Rzeka silnie związana z lokacją Lwowa, pełniła funkcje fosy miejskiej. Dzięki rozlewiskom i bagniskom skutecznie utrudniała dotarcie do miasta od strony zachodniej i północnej. Źródła historyczne wspominają o niewielkich barkach spławianych rzeką do Bałtyku. Pod koniec XIX w. władze miejskie zdecydowały o zasklepieniu rzeki na odcinku śródmiejskim i włączeniu kanału w system kanalizacji miejskiej jako główny kolektor. Decyzję o zasklepieniu argumentowano zagrożeniem malarycznym dla miasta (w 1621 roku nieznośny zapach z rzeki spowodował przeprowadzkę króla Zygmunta III z Niskiego Zamku do Kamienicy Królewskiej).
Od 1886 roku rzeka płynie podziemnym korytem pod dawnymi Wałami Hetmańskimi i ulicą Akademicką. Pozostałością po dawnym biegu rzeki we Lwowie jest kształt obecnego placu Mickiewicza, gdzie Pełtew rozwidlała się i tworzyła niewielką wysepkę, na której znajdowała się kapliczka Matki Boskiej. Dzięki kanalizacji możliwe było wybudowanie gmachu Teatru Wielkiego (co i tak wymusiło przeniesienie podziemnego koryta kilkanaście metrów w kierunku Teatru Skarbkowskiego). W środkowym i dolnym biegu rzeki dominują łąki kośne i pastwiska.